# Auengebiet La Sarine: Rossens - Fribourg
La Sarine: Rossens - Fribourg ist ein Auengebiet von nationaler Bedeutung an der Saane zwischen Rossens und Freiburg. 
Nach Ausfluss der Saane aus dem gestauten Greyerzersee folgt ein weiteres, rund 22 km langes, stark mäandrierendes Auengebiet mit einem Gefälle von 3,37 ‰ und einer Gesamtfläche von gut 266 ha. Es ist im Bundesinventar als Fliessgewässer kategorisiert. Das Schutzgebiet erstreckt sich wenige Kilometer unterhalb der Staumauer von Rossens bis zur Staumauer des Perolles-Sees in die Stadt Freiburg. Die Saane durchfliesst in diesem Abschnitt neun Gemeinden und passiert in Hauterive ein Elektrizitätswerk.

## Wasserdynamik
Dank der saisonalen Hochwasser werden immer wieder neue Lebensräume wie Sand- und Gesteinsbänke, Altwasser und Tümpel geschaffen, die für viele Pflanzen und Tiere lebensnotwendig sind. Simon Friedli zeigte in seiner Studie von 2017, dass im untersuchten Flussabschnitt zwischen dem Staudamm in Rossens und dem Kraftwerk in Hautrive die Abflussdynamik seit der Fertigstellung des Staudamms in Rossens im Jahr 1949 vor allem in den ersten 20 bis 25 Jahren nach dem Bau des Staudamms abgenommen hat. Damit nahm in den zurückliegenden 70 Jahren auch die Fläche der offenen Kiesflächen um 35 % (−39 ha) ab, während der (Auen-)Wald sich um 24 % (+29 ha) ausdehnte. Neben dem Restwasserregime ist auch das Zurückhalten von Geschiebe durch den Staudamm ein Grund für den starken Rückgang der offenen Kiesflächen. Mit der abnehmenden Dynamik entwickelte sich auch die Habitätdiversität und -verteilung negativ. Friedli weist darauf hin, dass auch selten starke Hochwasser wie das von 2005 nicht mehr in der Lage seien, die etablierte Vegetation zu roden und neue Kiesflächen durch Erosion und Deposition zu bilden.

## Perolles-See
Das untere Ende dieses Schutzgebiets, der Perolles-See, ist auch als national bedeutendes Wasser- und Zugvogelreservat geschützt.